# Magali Carrier
Magali Carrier (Toulouse, 21 de junio de 1978) es una deportista francesa que compitió en esgrima, especialista en la modalidad de sable.
Ganó dos medallas en el Campeonato Mundial de Esgrima, plata en 1999 y bronce en 2000, y una medalla de plata en el Campeonato Europeo de Esgrima de 2000.

## Palmarés internacional
| Campeonato Mundial | Campeonato Mundial   | Campeonato Mundial | Campeonato Mundial |
| Año                | Lugar                | Medalla            | Prueba             |
| ------------------ | -------------------- | ------------------ | ------------------ |
| 1999               | Seúl (Corea del Sur) | Medalla de plata   | Sable por equipos  |
| 2000               | Budapest (Hungría)   | Medalla de bronce  | Sable por equipos  |
| Campeonato Europeo |                      |                    |                    |
| Año                | Lugar                | Medalla            | Prueba             |
| 2000               | Funchal (Portugal)   | Medalla de plata   | Sable por equipos  |